# Черноббіо
Черноббіо (італ. Cernobbio) — муніципалітет в Італії, у регіоні Ломбардія, провінція Комо.
Черноббіо розташоване на відстані близько 520 км на північний захід від Рима, 45 км на північ від Мілана, 3 км на північ від Комо.
Населення — 6776 осіб (2014).
Щорічний фестиваль відбувається 22 січня. Покровитель — San Vincenzo martire.

## Демографія
Населення за роками:

Станом на 1 січня 2023 року в муніципалітеті офіційно проживали 503 іноземці з 68 країн, серед них 138 громадян країн Євросоюзу та 35 громадян України.

## Сусідні муніципалітети
- Блевіо
- Канеджо
- Комо
- Мазліаніко
- Мольтразіо
- Морбіо-Суперіоре
- Саньйо
- Вакалло